# Трамплінг
Трамплінг (букв. витоптування) (англ. trampling) — сексуальна практика, яка полягає в тому, що партнер чи кілька партнерів (верх) ходять, стоять чи навіть стрибають та танцюють на тілі іншого (нижнього).

## Характеристика
Еротично-естетична практика тісно пов'язана з субкультурою БДСМ та близька до іншої забаганки — фут-фетишу.
В контексті БДСМ тут присутнє чітке розділення ролей (верх чи домінуючий партнер(и) та низ — підкорений). Верхня може знаходитись на тілі нижнього босоніж, не чіпаючи важливих частин тіла та не завдаючи болю (м'який трамплінг) або у взутті (як правило гострі каблуки) тим самим роблячи рани на нижньому та завдаючи йому біль (жорсткий трамплінг). Жорсткий трамплінг має тісніше відношення до БДСМ, так як тут присутня сильніша домінація та завдається біль, часто й поранення нижньому партнеру. Причому багатьох приваблює саме жорсткий трамплінг, ще й тому, що відчуваючи біль, партнер отримує задоволення. З цих позицій можна розглядати це як форму садомазохізму.
Як частина фут-фетишу тут можливі ласки та поклоніння ногам.
Виділяють такі види трамплінгу :
- Multitrampling — коли на одному партнерові присутні двоє чи більше людей;
- Face Standing — буквально стояння на лиці;
- CBT (Cock and Ball Torture) — топтання геніталій.

## Поширення
Є досить поширеним сексуальним фетишем. Верхніми партнерами здебільшого бувають дівчата та жінки. Топчуться зазвичай по чоловіках, але буває по жінках. Дуже рідко в ролі верхніх виступають чоловіки. Послуга «трамплінг» надається більшістю повій, він дуже поширений в секс-індустрії. Знімають безліч кліпів, зображень. Є любительська зйомка, але часто це професійна, орієнтована на широкий загал.

## Трамплінг та здоров'я
Хоч трамплінг загалом є безпечним, проте в деяких випадках може загрожувати фізичній цілісності, здоров'ю або навіть життю. Тому потрібно все робити розважливо, у належному стані та підготовленими. Велику роль має те, які характеристики є у верхньої чи верхніх. Це краще робити на твердій основі, причому верхня повинна за щось триматись, щоб не втратити рівновагу. По спині ходити можна й коли лежиш на м'якій поверхні, а по животу чи грудях ходити — на м'якій поверхні не рекомендується. Потрібно на твердій. На голові стояти не бажано — можна пошкодити органи або отримати струс мозку. Загалом краще мати хорошу фізичну підготовку. Ну і жорсткий трамплінг може бути більш небезпечний, тому що можна отримати навіть больовий шок.
З іншої сторони, трамплінг можна розглядати як форму оздоровчого масажу, зокрема тайського. Глибокий м'язовий масаж, який не зроблять руками. Масажистка наступає на тіло клієнта босими ніжками (або будучи в колготках, панчішках) і впливає, найчастіше, більш делікатно. Іноді сеанс фут Трамплінг навіть проводиться без ходіння по тілу клієнта як такого. Дівчина сідає над клієнтом на ліжко або стілець і акуратно впливає стопами на спину, груди, інші частини тіла клієнта: прикладає ступні до поверхні шкіри і масажує тіло. А клієнт отримує в процесі цього величезну фізичну та психічну релаксацію та оздоровлюється.